# Tasmánské jazyky

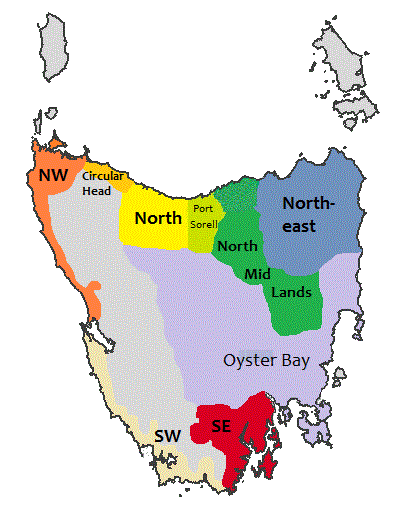
Podskupiny tasmánských jazyků podle Dixona a Crowleyho, studie z roku 1981.

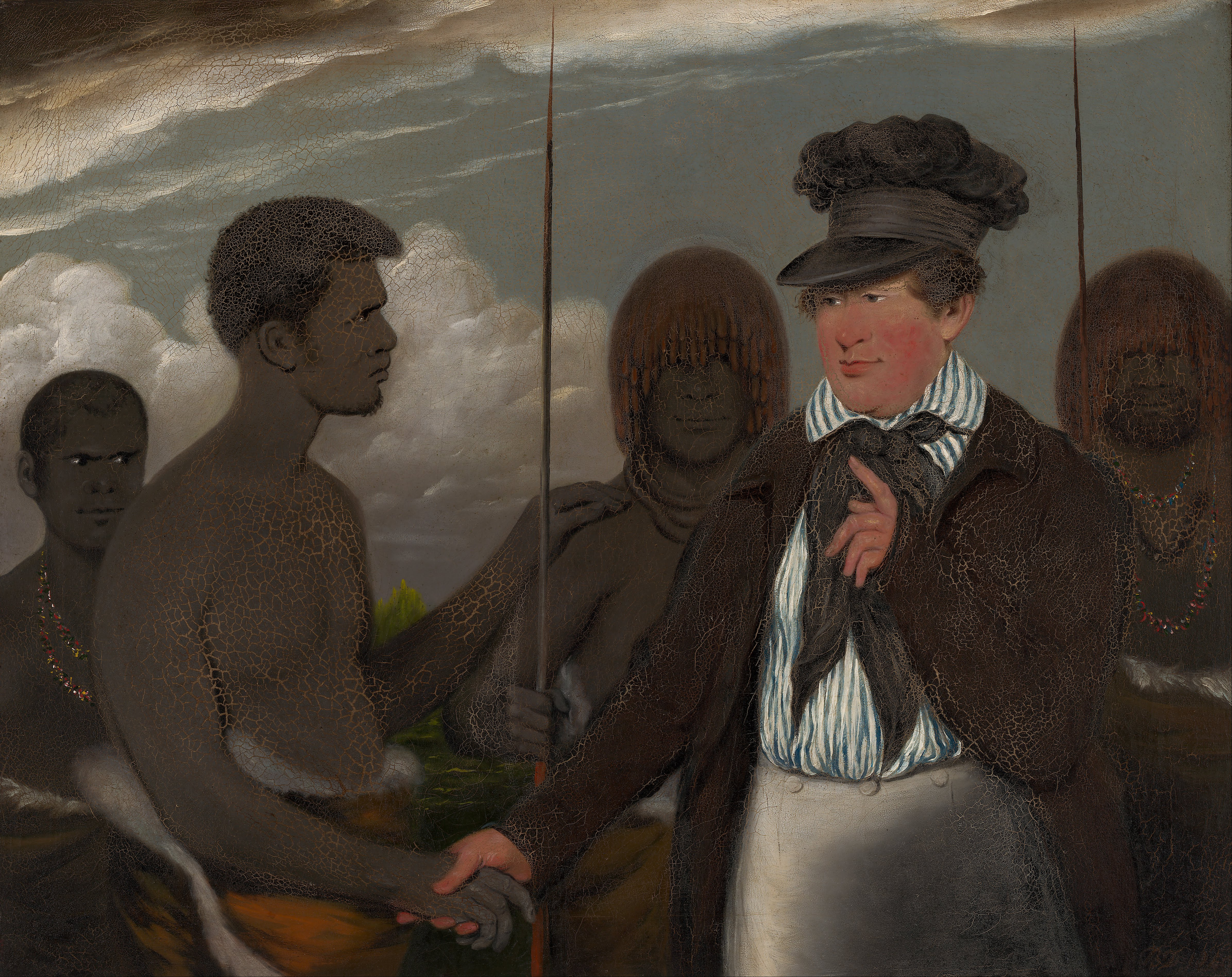
Malba George Augusta Robinsona s domorodými Tasmánci. George August Robinson je autorem jednoho z nejvýznamnějších seznamů tasmánských slov.

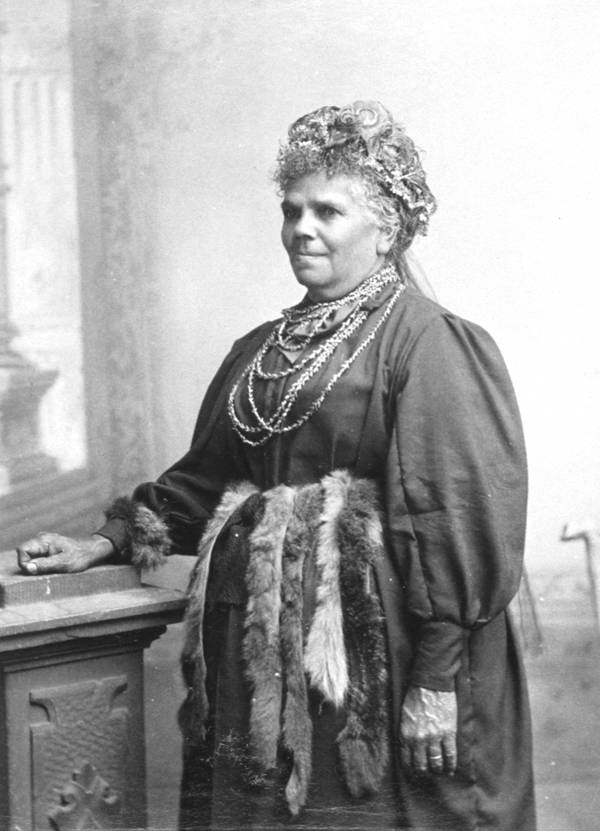
Fanny Cochrane Smith (1834-1905)

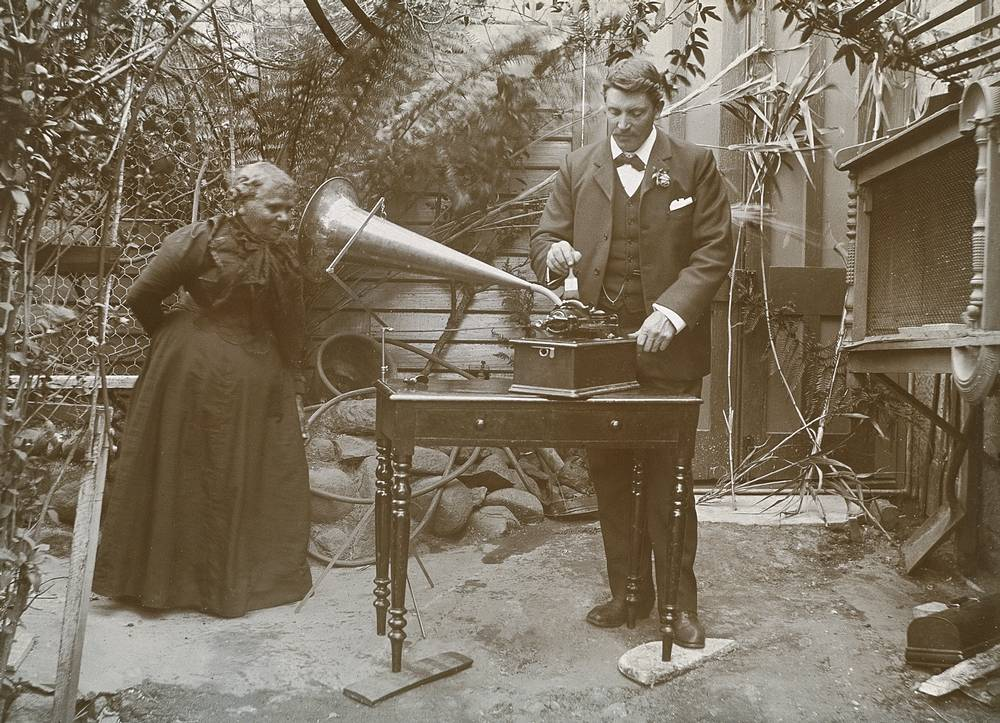
Fanny Cochrane Smith nahrává jediný zvukový záznam tasmánského jazyka

Tasmánské jazyky (tasmánština) byly jazykovou rodinou, kterou mluvili Tasmánci na Tasmánii v Austrálii. Všechny jazyky v této rodině již vymřely, poslední mluvčí zemřela v roce 1905, naposledy se běžně používaly v 30. letech 19. století. Z tasmánských je známo jen několik slov, o fonologii nebo gramatice nevíme téměř nic. Nebyla prokázána spojitost s žádnou další jazykovou rodinou, řadí se proto mezi neklasifikované jazyky. Existují teorie, že tasmánské jazyky mají nějakou spojitost s andamanskými nebo papuánskými jazyky, nebyly ale prokázány.
Potomci domorodých Tasmánců se snaží vyvinout nový jazyk zvaný Palawa kani, který má vycházet právě z tasmánských jazyků.

## Zdroje
Jak již bylo zmíněno, o tom, jak vypadaly tasmánské jazyky, není známo téměř nic. V 19. století se jimi zabývali Joseph Milligan a George Augustus Robinson, kteří sepsali krátké seznamy tasmánských slov. Poslední mluvčí tasmánských jazyků, Fanny Cochrane Smith (zemřela v roce 1905), nahrála na fonograf tasmánskou píseň. Zvukový záznam je sice ve velmi špatné kvalitě, ale je to jediný zvukový záznam tasmánského jazyka. Některá slova si pamatovali i její vnuci. Ve 20. století byly tyto zdroje analyzovány, byla tak objevena například některá gramatická pravidla.

## Rozdělení
Na které podskupiny se tasmánské jazyky dělily, není známo. Problémem rozdělení tasmánských jazyků se zabývala lingvistka Claire Bowern, která využila data z 35 seznamů tasmánských slov a porovnávala slova podle toho, kde byl seznam sepsán. Dospěla k tomuto rozdělení, které se mírně liší od rozdělení lingvistů Dixona a Crowleyho z roku 1981:
- Západotasmánské jazyky
- Severotasmánské jazyky
- Severovýchodní tasmánské jazyky
- Východotasmánské jazyky
  - Oysterbayské jazyky
  - Jihovýchodní tasmánské jazyky

## Ukázky
Některá slova v tasmánštině:
| Tasmánsky   | Česky  |
| ----------- | ------ |
| Nanga       | Otec   |
| Poa         | Matka* |
| Pögöli-na   | Slunce |
| Wīta        | Měsíc  |
| Romtö-na    | Hvězda |
| Pö ön'e-na  | Pták   |
| Wī-na       | Strom  |
| Poime-na    | Hora   |
| Waltomo-na* | Řeka   |
| Nani        | Kámen  |

*v severovýchodních tasmánských jazycích
Dochovaná věta v tasmánštině (z oblasti střední Tasmánie): Noia meahteang meena neeto linah., překlad: Nedám ti žádnou vodu.

### Rozdíly mezi podskupinami
Následující tabulka ukazuje, jak se řekla číslovka dva v jednotlivých částech Tasmánie:
| Podskupina              | Dva                          |
| ----------------------- | ---------------------------- |
| Jihovýchodní Tasmánie   | Pula/Pawuli/Kalapawa         |
| Severovýchodní Tasmánie | Kalapawa/Nanamina/Palatamina |
| Severozápadní Tasmánie  | Me/Nyuwana/Payatale          |
| Oyster Bay              | Paywa/Payawa                 |

## Palawa kani
Palawa kani je umělý jazyk vyvíjený Tasmánským Aboridžinským centrem od roku 1992, který vychází z poznatků o tasmánských jazycích. Jeho cílem je obnova tasmánštiny mezi potomky domorodých Tasmánců.
Příklady vět v palawa kani:
- Ya pulingina milaythina mana-mapali-tu. (překlad: Pozdrav pro všechny zde na naší zemi)
- Waranta takara milaythina nara takara. (překlad: Procházíme se, kde oni se jednou procházeli)